# Mutaveklijsko kraljevstvo Jemen
Mutaveklijsko kraljevstvo Jemen ili Kraljevstvo Jemen (arapski:المملكة ‏المتوكلية اليمنية= al-Mamlakah al-Mutawakkilīyah al-Yamanīyah), bilo je kraljevina koja je postojala od 1918. do 1962. godine na jugozapadu Arapskog poluotoka.

## Povijest
Vjerski vođe iz šijitske islamske sekte Zejdije uspjeli su protjerati snage Osmanskog Carstva iz planinskog teritorija koji je kasnije postao Sjeverni Jemen negdje oko sredine 17. stoljeća.  Ali je čitavo sljedeće stoljeće taj dio Jemena ostao jako razjedinjen i praktički bez ikakve centralne vlasti, zbog izuzetno slabih mogućnosti kretanja po planinskom terenu Sjevernog Jemena. Osmansko Carstvo vratilo se u Jemen 1849. godine, i uspjelo zauzeti obalni pojas Sjevernog Jemena - Tihamah. Pritiscima na Zejdiske imame uspjeli su ih natjerati da potpišu ugovor kojim priznaju osmanski suverenitet i dopuštaju da se jedan manji turski garnizon stacionira u Sani. 
Međutim Osmanlije nisu nikada uspjeli zadobiti potpunu kontrolu nad Jemenom i nikada nisu uspjeli u potpunosti eliminirati otpor lokalnog zejdijskog svećenstva (koje je imalo stvarnu vlast). Netom prije početka Prvog svjetskog rata 1913. godine, Osmansko Carstvo je bilo prisiljeno da i službeno prepusti dio svoje vlasti planinskoj svećeničkoj oligarhiji Zeidi.
Nakon sloma Osmanskog Carstva- 30. listopada 1918., imam Jahja Muhamed iz dinastije al-Qasimi proglasio je neovisnost Sjevernog Jemena. Imam Jahja Muhamed se 1926. godine proglasio kraljem Mutaveklijskog kraljevstva Jemen, i tako je postao svjetovni a ne samo duhovni vođa Jemena, nakon tog su Jemen priznale brojne države.
Jahja Muhamed uspio je 1920-ih proširiti teritorij svoje države na obalni dio Jemena-Tihamah, a i prema sjeveru na južni Asir. Na sjeveru su se njegove ambicije sudarile s saudijskim kraljem Abdul Aziz ibn Sa'udom, zbog tog su izbijali i vojni sukobi. Ranih 1930-ih saudijske snage uspjele su ponovno zauzeti dobar dio ranije izgubljenih područja, uključujući i grad Al Hudaida na jugu obalnog pojasa Tihamah. Današnje granice sa Saudijskom Arabijom ustanovljene su tek 20. svibnja 1934. godine, nakon potpisivanja Mirovnog ugovora u Taifu (Saudijska Arabija). Imam Jahja međutim nikad nije priznao južne granice svoje države prema britanskom Protektoratu Aden, držao ih je ilegalnima i rezultatom pregovora tuđinaca, zbog tog je ta granica bila poprište vojnih sukoba i incidenata s britanskom vojskom. 
Kraljevina Jemen, bila je jedan od utemeljitelja Arapske lige 1945. godine, te potom i Ujedinjenih naroda 30. rujna 1947. godine
Imam Jahja umro je za vrijeme vojnog udara 1948., na vlast su se uspeli pučisti. Ali je ubrzo imamov sin Ahmed ibn Jahja, uspio srušiti pučiste i vratiti se na tron nakon nekoliko mjeseci. Njegova je vladavina bila je obilježena rastućom represijom, on je obnovio granične sukobe s Ujedinjenim Kraljevstvom koje je stajalo na putu njegove težnje da stvori jedinstveni Veliki Jemen. U ožujku 1955., izveden je pokušaj vojnog udara koji je vodila skupina časnika i dvoje nezadovoljne braće Ahmed ibn Jahje, čak su ga nakratko uspjeli i svrgnuti s trona, ali su ubrzo pobijeđeni.
Ahmad ibn Jahja nakon toga morao se nositi s rastućim pritiskom na njega za potporu arapskim nacionalističkim ciljevima mladog egipatskog predsjednika Gamala Abdela Nasera, tako da mu nije ništa drugo preostalo već je u travnju 1956., potpisao pakt s Egiptom o zajedničkoj obrani. Te iste 1958. godine, Jemen se pridružio konfederaciji Ujedinjenoj Arapskoj Republici (uz Egipat i Siriju), ta tvorevina je raspuštena u rujnu 1961. a nakon tog su se odnosi između Egipta (koji je i dalje nosio naziv UAR)  i Jemena znatno pogoršali.
Ahmad ibn Jahja je umro u rujnu 1962., a naslijedio ga je njegov sin - Muhammad al-Badr međutim on je vladao vrlo kratko jer je iste godine svrgnut vojnim udarom. Vojni časnici školovani u Egiptu bili su opčinjeni Naserovim arapskim nacionalizmom, pa tako i mladi zapovjednik kraljevske garde - Abdullah-Sallal, koji je poveo pučiste. Pučisti su preuzeli kontrolu nad glavnim gradom Sana, i stvorili Arapsku Republiku Jemen. Egipat je na brojne načine pomagao Arapsku Republiku Jemen, jer se rojalisti nisu tako lako pomirili s gubitkom vlasti. Oni su imali podupiratelje u kraljevskim kućama Saudijske Arabije i Jordana tako je zemlja ušla u građanski rat, koji je trajao s različitim intenzitetom sve do 1967., kad je Egipat povukao svoje postrojbe. Nakon toga rojalističke snage su uspjele nadjačati i u završnim operacijama 1968., opsjesti glavni grad Sanu, nakon toga opkoljeni republikanci pristali su na nacionalno izmirenje. Potom je uslijedilo i službeno priznanje republikanske Arapske Republike Jemen, od strane moćnog susjeda Saudijske Arabije 1970. godine.
Arapska Republika Jemen se 22. svibnja 1990. ujedinila s Narodnom Republikom Južni Jemen u današnju državu Republiku Jemen.

## Kraljevi Mutaveklijskog kraljevstva Jemen
- Jahja Muhamed Ibn al-Qasimi,- 1926. – 1948.
- Ahmad ibn Jahja,- 1948. – 1962.
- Muhammad al-Badr,-  1962. – 1967.

## Pogledajte i ovo
- Arapska Republika Jemen
- Kolonija Aden
- Protektorat Aden
- Federacija Arapskih Emirata Juga
- Južnoarapska Federacija

## Vanjske poveznice
- Karta Arabije (1905. – 1923.) s Kraljevinom Jemen  Arhivirana inačica izvorne stranice od 4. prosinca 2012. (Wayback Machine)
- Zastava Mutaveklijskog kraljevstva Jemen